# Emilio Cigoli
Emilio Cardi Cigoli (Livorno, 18 novembre 1909 – Roma, 7 novembre 1980) è stato un attore, doppiatore e direttore del doppiaggio italiano, tra i più noti e prolifici doppiatori.

## Biografia
Discendente dell'artista rinascimentale Lodovico Cardi, detto il Cigoli. Il nonno Luigi era un attore del cinema muto che recitò diverse volte al fianco di Francesca Bertini. Figlio di Carlo (1886 - 1932), anch'egli attore, e dell'attrice e doppiatrice Giovanna Cigoli, debuttò a teatro a diciotto anni nella compagnia di Alfredo De Sanctis; in seguito farà parte di quelle di Luigi Cimara e Alfredo Sainati, recitando al fianco di Marta Abba e Romano Calò.
Dalla prima metà degli anni trenta si dedicò alla prosa radiofonica trasmessa dall'EIAR, spesso sotto la direzione di Aldo Silvani. Dopo un'intensa attività teatrale debuttò nel cinema nel 1935 in una piccola parte nel film Amo te sola di Mario Mattoli, ma non riuscì mai ad imporsi in modo significativo. La sua più importante e nota interpretazione rimane quella ne I bambini ci guardano di Vittorio De Sica (1943), che lo richiama qualche anno dopo in Sciuscià, ma è da ricordare anche l'interpretazione in Domenica d'agosto del 1950.
Negli anni settanta è stato spesso impegnato negli sceneggiati televisivi prodotti dalla Rai, come Malombra, Dimenticare Lisa o Il furto della Gioconda.
Sposò Valentina Cortino con cui ebbe due figli: Carlo e Ludovico. Si sposò in seconde nozze con la direttrice del doppiaggio e dialoghista Giovanna Garatti.
Morì dopo una breve malattia il 7 novembre 1980. È sepolto al Cimitero del Verano.

## Il doppiaggio

### Il periodo prebellico
Dotato di una voce pastosa e baritonale, Cigoli fu attivo soprattutto come doppiatore, iniziando a lavorare dal 1936. Il primo attore protagonista da lui doppiato fu Fernandel nel film La vita trionfa, mentre gli attori a doppiare con continuità nel periodo prebellico sono stati James Stewart, che nel dopoguerra passerà a Gualtiero De Angelis, e John Wayne, che tranne in poche occasioni continuerà a doppiare per tutta la carriera.

### Il biennio in Spagna
All'inizio dell'estate del 1943 Cigoli si recò in Spagna per le riprese di due film di coproduzione italo-spagnola: Dora, la espía, diretto da Raffaello Matarazzo, e Il matrimonio segreto, film rimasto incompiuto diretto da Camillo Mastrocinque; suoi compagni di viaggio e lavoro erano Nerio Bernardi, Anita Farra, Franco Coop, Felice Romano, Enrico Luzi, Adriano Rimoldi, Laura Solari e Paola Barbara. Finite le riprese, il gruppo di attori, considerati gli avvenimenti del 25 luglio e dell'8 settembre e i difficili collegamenti ferroviari, decise di rimandare il ritorno in patria. Fu un rappresentante della 20th Century Fox nella capitale spagnola a contattarli, proponendo loro di partecipare al doppiaggio di alcuni film della casa statunitense, che sarebbero stati pronti per la proiezione quando le condizioni in Italia avrebbero permesso la riapertura del mercato cinematografico.
Furono doppiati nel periodo 1943-1944 alcuni film, tra i quali Com'era verde la mia valle, Il sospetto, La zia di Carlo, Il pensionante, Il segno di Zorro, Il figlio della furia, Prigionieri di Satana. Queste pellicole arrivarono pronte in Italia a seguito delle truppe statunitensi e furono inserite nei circuiti cinematografici controllati dagli stessi statunitensi e dai responsabili delle case di distribuzione.
Nel 1945 il gruppo di attori tornò a Roma ed Emilio Cigoli riprese la sua attività di doppiatore, con la riapertura degli studi di sincronizzazione fermi da quasi due anni.

### Il successo alla C.D.C.

Emilio Cigoli incontra Gregory Peck, uno degli attori che ha doppiato maggiormente

Nel 1946 divenne socio della Cooperativa Doppiatori Cinematografici (C.D.C.), diventando per circa un ventennio il doppiatore più rappresentativo. Divenne il doppiatore italiano ricorrente delle più celebri star maschili della storia del cinema, come Gary Cooper, Clark Gable (doppiati precedentemente dal collega Romolo Costa), John Wayne, Gregory Peck, Burt Lancaster, William Holden, Jean Gabin, Randolph Scott, Joel McCrea, Howard Keel, Stewart Granger, George Sanders, Joseph Cotten, Charles Boyer, Henry Fonda, Orson Welles, Richard Burton, Charlton Heston, Robert Ryan, Sterling Hayden, Jeff Chandler, Vincent Price e Humphrey Bogart.
Rimangono famosi i suoi doppiaggi su Marlon Brando nella parte di Antonio nel Giulio Cesare di Joseph L. Mankiewicz e soprattutto di Terry Malloy in Fronte del porto di Elia Kazan; su Clark Gable in Via col vento e su Lee Van Cleef nei ruoli del colonnello Douglas Mortimer in Per qualche dollaro in più e di Sentenza ne Il buono, il brutto, il cattivo (entrambi film di Sergio Leone). Per il suo doppiaggio su Jean Gabin ne L'angelo del male ricevette una lunga lettera di congratulazioni da parte dell'attore francese.
Fu anche una suggestiva voce narrante in molti film, per esempio nei primi tre episodi della popolare serie Don Camillo, oltre a vari documentari, come diversi episodi nelle serie Disney Genti e paesi e La natura e le sue meraviglie.
Per il suo proficuo contributo nel campo del doppiaggio, nel 1961 gli venne assegnata la medaglia d'oro alla manifestazione Una vita per il cinema, assieme alla collega di lunga data Lydia Simoneschi.

### L'uscita dalla C.D.C.
Nel 1966, per contrasti interni circa l'attribuzione degli attori da doppiare, abbandonò la C.D.C., nella quale aveva lavorato per decenni, per diventare socio della Società Attori Sincronizzatori: ciò provocò un improvviso avvicendamento di alcune voci importanti, come quella di John Wayne, che per quattro film, ovvero Combattenti della notte, El Dorado, Carovana di fuoco e Ispettore Brannigan, la morte segue la tua ombra, parlerà tramite altri attori. Dopo quest'ultimo film, tutte le successive pellicole dell'attore statunitense furono inviate, per il doppiaggio, alla S.A.S. dove Cigoli riprese a doppiare Wayne fino al suo ultimo film, Il pistolero del 1976 (doppiò la sua colonna alla SAS, mentre il resto del film fu eseguito dalla CDC).
Negli anni settanta fu il lettore, a commento, dei passi della Via Crucis al Colosseo percorsa dal Papa durante la Settimana santa. Nello stesso periodo fu molto attivo in Radio Rai in programmi di divulgazione letteraria come Il racconto del venerdì o di varietà come Un altro giorno.
Tra i suoi ultimi doppiaggi ci fu quello su Trevor Howard nel film televisivo La banda e quelli su Conrad Bain nel ruolo di Philip Drummond nella prima stagione del telefilm Il mio amico Arnold.
Doppiatore estremamente attivo, si ritiene che abbia doppiato più di diecimila film nell'arco di oltre quarant'anni.

## Filmografia

### Cinema

Emilio Cigoli e Luciano De Ambrosis nel film I bambini ci guardano di Vittorio De Sica (1943)

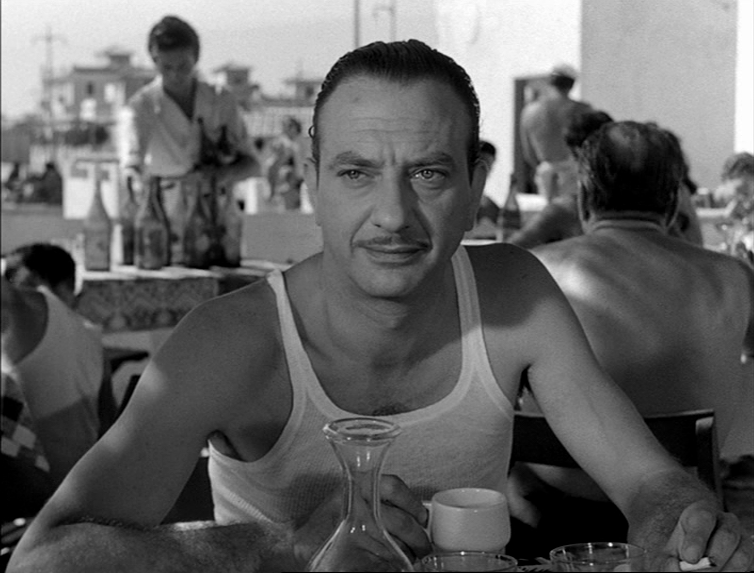
Emilio Cigoli nel film Domenica d'agosto di Luciano Emmer (1949)

- Amo te sola, regia di Mario Mattoli (1935)
- Partire, regia di Amleto Palermi (1938)
- La sposa dei Re, regia di Duilio Coletti (1939)
- Dora Nelson, regia di Mario Soldati (1939)
- L'eredità in corsa, regia di Oreste Biancoli (1939)
- L'imprevisto, regia di Giorgio Simonelli (1940)
- Centomila dollari, regia di Mario Camerini (1940)
- Oltre l'amore, regia di Carmine Gallone (1940)
- Il bravo di Venezia, regia di Carlo Campogalliani (1941)
- Una storia d'amore, regia di Mario Camerini (1942)
- Noi vivi, regia di Goffredo Alessandrini (1942)
- Addio Kira!, regia di Goffredo Alessandrini (1942)
- Giarabub, regia di Goffredo Alessandrini (1942)
- La Gorgona, regia di Guido Brignone (1942)
- I bambini ci guardano, regia di Vittorio De Sica (1943)
- Dora, la espía, regia di Raffaello Matarazzo (1943)
- Il matrimonio segreto, regia di Camillo Mastrocinque (1943)
- La carica degli eroi, regia di Oreste Biancoli e Anton Giulio Majano (1943)
- Fuga nella tempesta, regia di Ignazio Ferronetti (1946)
- Sciuscià, regia di Vittorio De Sica (1946)
- Amanti in fuga, regia di Giacomo Gentilomo (1946)
- Fumeria d'oppio, regia di Raffaello Matarazzo (1947)
- L'altra, regia di Carlo Ludovico Bragaglia (1947)
- Domenica d'agosto, regia di Luciano Emmer (1950)
- Sangue sul sagrato, regia di Goffredo Alessandrini (1951)
- Art. 519 codice penale, regia di Leonardo Cortese (1952)
- Giuseppe Verdi, regia di Raffaello Matarazzo (1953)
- Siluri umani, regia di Antonio Leonviola (1954)
- Pietà per chi cade, regia di Mario Costa (1954)
- Guai ai vinti, regia di Raffaello Matarazzo (1954)
- Questa è la vita, regia di Luigi Zampa, Aldo Fabrizi e Giorgio Pàstina (1954)
- L'angelo bianco, regia di Raffaello Matarazzo (1955)
- Giuramento d'amore, regia di Roberto Bianchi Montero (1956)
- I giorni più belli, regia di Mario Mattoli (1956)
- Il momento più bello, regia di Luciano Emmer (1958)
- Lettere di una novizia, regia di Alberto Lattuada (1960)
- Il solco di pesca, regia di Maurizio Liverani (1976)

### Televisione

Emilio Cigoli in una foto di scena nello sceneggiato Gli irreperibili di Salvatore Nocita (1976)

- Eva, regia di Raffaele Meloni (1971)
- Il dilemma del dottore, regia di Flaminio Bollini (1973)
- Il più forte, regia di Carlo Di Stefano (1974)
- Malombra, regia di Raffaele Meloni (1974)
- La bufera, diretto da Edmo Fenoglio, dal romanzo omonimo di Edoardo Calandra (1975)
- Sotto il placido Don, regia di Vittorio Cottafavi (1975)
- Camilla, regia di Sandro Bolchi (1976)
- Manon, regia di Sandro Bolchi (1976)
- Dimenticare Lisa, regia di Salvatore Nocita (1976)
- Gli irreperibili, regia di Salvatore Nocita (1976)
- Omobono e gli incendiari, regia di Raffaele Meloni (1976)
- Il figlio di due madri, regia di Ottavio Spadaro (1976)
- Una donna, regia di Gianni Bongioanni (1977)
- Spia - Il caso Philby, regia di Gian Pietro Calasso (1977)
- A torto e a ragione, regia di Edmo Fenoglio (1978)
- Il furto della Gioconda, regia di Renato Castellani (1978)
- Sam & Sally, episodio 01x02, regia di Robert Pouret (1979)
- Racconti di fantascienza, 3ª puntata, regia di Alessandro Blasetti (1979)
- L'esclusa, regia di Piero Schivazappa (1980)

## Doppiaggio

### Attori stranieri
- Jean Gabin in I tre diavoli, Verso la vita, La grande illusione, Il porto delle nebbie, L'angelo del male, Ondata d'amore, L'impostore, Turbine d'amore, Maschera di sangue, Le mura di Malapaga, La vergine scaltra, È più facile che un cammello..., La donna del mio destino, La notte è il mio regno, La follia di Roberta Donge, Il piacere, L'ora della verità, Bufere, L'ultima notte, La vergine del Reno, Grisbì, Aria di Parigi, La grande razzia, French Cancan, Cani perduti senza collare, I giganti, Ecco il tempo degli assassini, La traversata di Parigi, I peccatori guardano il cielo, Il dado è tratto, Il commissario Maigret, I miserabili, Il vizio e la notte, La ragazza del peccato, Le grandi famiglie, Maigret e il caso Saint-Fiacre, Mio figlio, Il barone, Gli allegri veterani, Il presidente, Il re dei falsari, Quando torna l'inverno, Il re delle corse, Colpo grosso al casinò, Maigret e i gangsters, Intrigo a Parigi, Matrimonio alla francese, Rififi internazionale, Il più grande colpo del secolo, La fredda alba del commissario Joss, Nemici... per la pelle, Le chat - L'implacabile uomo di Saint Germain, Il commissario Le Guen e il caso Gassot, L'affare Dominici, Due contro la città, L'accusa è: violenza carnale e omicidio

- John Wayne in Il cavaliere muto, Ombre rosse, La valle dei monsoni, Vento selvaggio, I falchi di Rangoon, I conquistatori dei sette mari, Fiamme a San Francisco, Gli eroi del Pacifico, California Express, Il fiume rosso, La strega rossa, Dopo Waterloo, Iwo Jima, deserto di fuoco, Rio Bravo, Un uomo tranquillo, Marijuana, L'irresistibile Mr. John, L'isola nel cielo, Hondo, Prigionieri del cielo, Gli amanti dei 5 mari, Oceano rosso, Sentieri selvaggi, Il pilota razzo e la bella siberiana, Timbuctù, Il barbaro e la geisha, Un dollaro d'onore, Soldati a cavallo, La battaglia di Alamo, Pugni, pupe e pepite, I comanceros, L'uomo che uccise Liberty Valance, Hatari!, Il giorno più lungo, I tre della Croce del Sud, McLintock!, Prima vittoria, I 4 figli di Katie Elder, Berretti verdi, Uomini d'amianto contro l'inferno, Il Grinta, I due invincibili, Chisum, Rio Lobo, Il grande Jake, I cowboys, Quel maledetto colpo al Rio Grande Express, La stella di latta, È una sporca faccenda, tenente Parker!, Torna "El Grinta", Il pistolero

- Randolph Scott in La rosa del sud, Jess il bandito, Gli indomabili, La ribelle del Sud, Verso le coste di Tripoli, I cacciatori dell'oro, La febbre dell'oro nero, 19º stormo bombardieri, Desperados, Gung Ho!, Capitan Kidd, I predoni della città, Frontiere selvagge, I bandoleros, Tre figli in gamba, Il solitario del Texas, Gli avvoltoi, Amore selvaggio, L'inafferrabile, L'uomo del Nevada, Colt .45, Il ponte dei senza paura, Rotaie insanguinate, Il cavaliere del deserto, Nevada Express, Il nodo del carnefice, La meticcia di Sacramento, Per la vecchia bandiera, L'assedio di fuoco, Cacciatori di frontiera, La banda dei dieci, L'agente speciale Pinkerton, Terra infuocata, I senza Dio, I sette assassini, 7º Cavalleria, I tre banditi, Il cerchio della vendetta, Decisione al tramonto, Il cavaliere solitario, L'albero della vendetta, L'oro della California, La valle dei mohicani

- Burt Lancaster in I gangsters, Forza bruta, Furia nel deserto, Rivista di stelle, Le vie della città, Erano tutti miei figli, Il terrore corre sul filo, Per te ho ucciso, Doppio gioco, La corda di sabbia, La leggenda dell'arciere di fuoco, L'imprendibile signor 880, La valle della vendetta, Pelle di rame, I 10 della legione, Il corsaro dell'isola verde, Torna, piccola Sheba, Il sergente Bum!, Da qui all'eternità, Il trono nero, Vera Cruz, Il kentuckiano, La rosa tatuata, Trapezio, Il mago della pioggia, Sfida all'O.K. Corral, Piombo rovente, Mare caldo, Tavole separate, Gli inesorabili, Il figlio di Giuda, Il giardino della violenza, Vincitori e vinti, L'uomo di Alcatraz, Gli esclusi, Sette giorni a maggio, Il treno, La carovana dell'alleluia, I temerari, Nessuna pietà per Ulzana, L'uomo di mezzanotte, L'isola del dr. Moreau

- Gregory Peck in Tamara figlia della steppa, Le chiavi del paradiso, Io ti salverò, Duello al sole, Passione selvaggia, Barriera invisibile, Il caso Paradine, Cielo giallo, Il grande peccatore, Cielo di fuoco, Romantico avventuriero, Le avventure del capitano Hornblower, il temerario, L'avamposto degli uomini perduti, David e Betsabea, Il mondo nelle mie braccia, Le nevi del Chilimangiaro, Vacanze romane, Il forestiero, Gente di notte, Pianura rossa, L'uomo dal vestito grigio, Moby Dick, la balena bianca, La donna del destino, Bravados, Il grande paese, 38º parallelo: missione compiuta, Adorabile infedele, L'ultima spiaggia, I cannoni di Navarone, Il promontorio della paura, La conquista del West, Il buio oltre la siepe, Capitan Newman, ...e venne il giorno della vendetta, Mirage, La lunga ombra gialla, MacArthur il generale ribelle

- Gary Cooper in L'ultima carovana[18], Se avessi un milione, I lancieri del Bengala, Sogno di prigioniero, L'oro della Cina[19], Anime sul mare, Uno scozzese alla corte del Gran Kan[20], Beau Geste, Giubbe rosse, Arriva John Doe, Il sergente York, La storia del dottor Wassell, Le tre donne di Casanova, Il magnifico avventuriero, Rivista di stelle, Gli invincibili, Il buon samaritano, La fonte meravigliosa, L'amore non può attendere, Aquile dal mare, Le foglie d'oro, Il comandante Johnny, Tamburi lontani, Mezzogiorno di fuoco, La maschera di fango, Samoa, Ballata selvaggia, Il prigioniero della miniera, Corte marziale, La legge del Signore, Arianna, Un pugno di polvere, Dove la terra scotta, L'albero degli impiccati, Cordura, Il dubbio

- Jeff Chandler in Spada nel deserto, Il deportato, L'amante indiana, Due bandiere all'ovest, L'uccello di Paradiso, Hong Kong, L'uomo di ferro, Jeff, lo sceicco ribelle, Kociss, l'eroe indiano, L'autocolonna rossa, Il pirata yankee, Perdonami, se mi ami, Bill West fratello degli indiani, Ad est di Sumatra, Il maggiore Brady, Il figlio di Kociss, Yankee Pascià, Il re dei barbari, Orgoglio di razza, Delitto sulla spiaggia, I pionieri dell'Alaska, Il tigrotto, Scialuppe a mare, I pilastri del cielo, Il vestito strappato, Un solo grande amore, La tragedia del Rio Grande, La signora prende il volo, Vento di passioni, Uno sconosciuto nella mia vita, Lampi nel sole, I ribelli del Kansas, Ritorno a Peyton Place, L'urlo della battaglia
- George Sanders in I Lloyds di Londra, Il mercante di schiavi, La spia dei lancieri, Follia, Inferno nel deserto, Il cigno nero, Il pensionante, Nelle tenebre della metropoli, Il ritratto di Dorian Gray, Venere peccatrice, Il disonesto, Il fantasma e la signora Muir, Ambra, Il ventaglio, Eva contro Eva, La conquistatrice, Ivanhoe, Riccardo Cuor di Leone, Viaggio in Italia, Come prima... meglio di prima, Quando la città dorme, Quel certo non so che, Il diabolico avventuriero, Quel tipo di donna, Salomone e la regina di Saba, Quasi una truffa, La crociera del terrore, Le 10 lune di miele di Barbablù, Il villaggio dei dannati, I figli del capitano Grant, Uno sparo nel buio, Le avventure e gli amori di Moll Flanders, Quiller Memorandum, Appuntamento col disonore

- Clark Gable in Sui mari della Cina, La tragedia del Bounty, San Francisco, L'amico pubblico nº 1, Via col vento, L'isola del diavolo, La febbre del petrolio, Corrispondente X, Avventura a Bombay, Incontro a Bataan, Avventura, I trafficanti, La lunga attesa, Suprema decisione, Fate il vostro gioco, Indianapolis, Il cacciatore del Missouri, Stella solitaria, Arrivò l'alba, Mogambo, Controspionaggio, L'avventuriero di Hong Kong, Gli implacabili, Un re per quattro regine, La banda degli angeli, 10 in amore, Ma non per me, La baia di Napoli, Gli spostati
- Robert Ryan in La donna della spiaggia, Odio implacabile, Atto di violenza, Lo schiavo della violenza, La seduttrice, I diavoli alati, La gang, Neve rossa, La confessione della signora Doyle, La jena di Oakland, Dan il terribile, Lo sperone nudo, La città sommersa, Inferno, Tra due amori, Giorno maledetto, L'avventuriero di Burma, La casa di bambù, La grande sfida, Ritorno dall'eternità, Uomini in guerra, Il piccolo campo, Non desiderare la donna d'altri, La notte senza legge, Strategia di una rapina, Lo zar dell'Alaska, I canadesi, Il re dei re, New York Press, operazione dollari

- Stewart Granger in L'uomo in grigio, Il mio amore vivrà, Racconto d'amore, Adamo ed Evelina, I tre soldati, L'immagine meravigliosa, Inferno bianco, Scaramouche, Il prigioniero di Zenda, Salomè, La regina vergine, I fratelli senza paura, Lord Brummell, Fuoco verde, Il covo dei contrabbandieri, I perversi, L'ultima caccia, Sangue misto, La capannina, L'arma della gloria, La tigre, Tutta la verità, Il complice segreto, Sodoma e Gomorra, La congiura dei dieci, Il giorno più corto, 5 per la gloria, Tiro a segno per uccidere

- William Holden in Quando eravamo giovani, I cavalieri dell'onore, Viale del tramonto, L'ultima preda, Nata ieri, Squali d'acciaio, La vita che sognava, Furore sulla città, Stalag 17, La vergine sotto il tetto, Eternamente femmina, L'assedio delle sette frecce, La sete del potere, La ragazza di campagna, I ponti di Toko-Ri, L'amore è una cosa meravigliosa, Picnic, Anche gli eroi piangono, Soli nell'infinito, Il ponte sul fiume Kwai, La chiave, Il mondo di Suzie Wong, Storia cinese, Il falso traditore, Insieme a Parigi, La settima alba, Il mucchio selvaggio

- Charlton Heston in Il più grande spettacolo del mondo, Il giuramento dei Sioux, Ruby, fiore selvaggio, Schiava e signora, Pony express, La freccia insanguinata, Lontano dalle stelle, Furia bianca, Il segreto degli Incas, I due capitani, La guerra privata del maggiore Benson, Lucy Gallant, I dieci comandamenti, I violenti, L'infernale Quinlan, I bucanieri, I giganti del mare, Ben-Hur, El Cid, Il principe guerriero, L'altra faccia del pianeta delle scimmie, Il re delle isole, 1975: Occhi bianchi sul pianeta Terra, Il pirata dell'aria, Il richiamo della foresta, Gli ultimi giganti

- Joseph Cotten in L'ombra del dubbio, Tua per sempre, Da quando te ne andasti, Al tuo ritorno, Gli amanti del sogno, Il ritratto di Jennie, Il peccato di Lady Considine, Peccato, Accadde in settembre, Ormai ti amo, Mi svegliai signora, La frontiera indomita, La morsa d'acciaio, Niagara, Assassinio premeditato, Il fondo della bottiglia, L'assassino è perduto, Il marchio dell'odio, La sposa bella, L'occhio caldo del cielo, Piano... piano, dolce Carlotta, La trappola mortale, Gli uomini dal passo pesante, I crudeli, Latitudine zero

- Victor Mature in Follie di New York, Il gigante di New York, Ho sposato un demonio, Sansone e Dalila, La venere di Chicago, La città del piacere, La ninfa degli antipodi, Androclo e il leone, Brigata di fuoco, L'amore che ci incatena, I veli di Bagdad, Agente federale X3, Sinuhe l'egiziano, Furia indiana, L'ultima frontiera, Safari, Zarak Khan, Bambola cinese, Selvaggio west, Kasim, furia dell'India, Il grande circo, La prigioniera del Sudan, Annibale, I tartari

- Vincent Price in Bernadette, La legione dei condannati, Bagdad, Colpo di scena a Cactus Creek, Il mostro delle nebbie, Delitto perfetto, L'esperimento del dottor K., La casa dei fantasmi, La vendetta del dottor K., Il mostro che uccide, I vivi e i morti, Il pozzo e il pendolo, Nefertite, regina del Nilo, Gordon, il pirata nero, I racconti del terrore, I maghi del terrore, Horla - Diario segreto di un pazzo, La città dei mostri, L'ultimo uomo della Terra, La maschera della morte rossa, Meglio morto che vivo, Oscar insanguinato

- Van Heflin in I pascoli dell'odio, Chi dice donna..., Lo strano amore di Marta Ivers, La quercia dei giganti, Tomahawk - Scure di guerra, Vedovo cerca moglie, L'amore più grande, Il cavaliere della valle solitaria, Le ali del falco, Tanganika, La spia dei ribelli, Il mondo è delle donne, L'amante sconosciuto, Prima dell'uragano, Conta fino a 3 e prega!, I giganti uccidono, Quel treno per Yuma, Il sentiero della violenza, La tempesta, Sotto dieci bandiere, Il relitto

- Brian Donlevy in La via dei giganti, Partita d'azzardo, La vendetta dei Dalton, I cavalieri del cielo, Terra selvaggia, Io la difendo, L'isola della gloria, La chiave di vetro, Forzate il blocco, Il miracolo del villaggio, Il virginiano, I conquistatori, I forzati del mare, Il bacio della morte, Un sudista del Nord, Jack il ricattatore, I vampiri dello spazio, Cowboy, Sacro e profano, Il mattatore di Hollywood
- Sterling Hayden in El Paso, La traccia del serpente, Giungla d'asfalto, La cavalcata dei diavoli rossi, Hellgate - Il grande inferno, Fuoco a Cartagena, La freccia nella polvere, Johnny Guitar, Gangsters in agguato, Taxi da battaglia, Timberjack, Bandiera di combattimento, Canne infuocate, Alamo, Colpo proibito, Rapina a mano armata, Delitto senza scampo, Cortina di spie, Ora zero, Da parte degli amici: firmato mafia!

- Curd Jürgens in 1º aprile 2000!, Il generale del diavolo, Piace a troppi, Londra chiama Polo Nord, Michele Strogoff, Vittoria amara, Duello nell'Atlantico, La tentazione del signor Smith, La locanda della sesta felicità, Passaggio a Hong Kong, L'angelo azzurro, Alla conquista dell'infinito, Il trionfo di Michele Strogoff, I Don Giovanni della Costa Azzurra, L'ultimo treno da Vienna, Il castello in Svezia, La macchia della morte, Nicola e Alessandra

- Michael Rennie in La bella avventuriera, Ultimatum alla Terra, Telefonata a tre mogli, Operazione Cicero, I miserabili, Marinai del re, Traversata pericolosa, La carica dei Kyber, La principessa del Nilo, I gladiatori, Le sette città d'oro, Gioventù ribelle, Le avventure e gli amori di Omar Khayyam, La sfida del terzo uomo, Mondo perduto, Il lungo silenzio, Intrighi al Grand Hotel

- Humphrey Bogart in Solo chi cade può risorgere, I bassifondi di San Francisco, Tokyo Joe, Il diritto di uccidere, Damasco '25, L'ultima minaccia, Il tesoro dell'Africa, L'ammutinamento del Caine, Sabrina, La contessa scalza, Non siamo angeli, La mano sinistra di Dio, Ore disperate, Il colosso d'argilla
- Fred MacMurray in Il sentiero del pino solitario, I ribelli del porto, Signorine, non guardate i marinai, Al di sopra di ogni sospetto, Perdonate il mio passato, Il ribelle di Giava, Gunpoint: terra che scotta, Una pistola per un vile, La legge del fucile, Domani m'impiccheranno, Geremia, cane e spia, Il volto del fuggiasco, I conquistatori dell'Oregon, L'appartamento
- Robert Mitchum in L'anima e la carne, I forzati della gloria, Le colline dell'odio, A casa dopo l'uragano, La belva, I cacciatori, La collera di Dio, Sangue caldo, Appuntamento per una vendetta, Il vagabondo della foresta, Il grande safari, I nomadi, La signora e i suoi mariti, Desiderami

- Kirk Douglas in Gli eroi di Telemark, Sì, signor generale, Il grande campione, Due settimane in un'altra città, Destino sull'asfalto, Il bruto e la bella, Noi due sconosciuti, Brama di vivere, Storia di tre amori, Quattro tocchi di campana, Ulisse, La città spietata, L'uncino
- Joel McCrea in Sfida nell'Alta Sierra, La storia del generale Houston, Duello alla pistola, Gli amanti della città sepolta, La donna di fuoco, La peccatrice di San Francisco, Buffalo Bill, Armonie di gioventù, Schiava degli apaches, Il forte del massacro, Il fuggiasco di Santa Fè, Furia nera, Petrolio rosso
- Jack Palance in Duello sulla Sierra Madre, Il grande coltello, Prima linea, Il disprezzo, So che mi ucciderai, Rosmunda e Alboino, La battaglia di Austerlitz, Dieci secondi col diavolo, Tutto finì alle sei, Revak, lo schiavo di Cartagine, I mongoli, Bacio di fuoco, Non uccidevano mai la domenica
- Orson Welles in Quarto potere, Terrore sul Mar Nero, La porta proibita, Conta solo l'avvenire, Lo straniero, La signora di Shanghai, Cagliostro, Il terzo uomo, Il principe delle volpi, La rosa nera, Il tiranno di Glen, Il processo, Storia immortale

- Howard Keel in Cavalca vaquero!, Uno straniero tra gli angeli, La sirena del circo, Show Boat, Sette spose per sette fratelli, Rose Marie, Il grande pescatore, Baciami Kate!, Annibale e la vestale, Anna prendi il fucile, Modelle di lusso, Canzone pagana

- Rod Cameron in Il grande agguato, I rapinatori, La signora del fiume, L'avamposto dell'inferno, Flash! Cronaca nera, I lancieri del Dakota, Minnesota, Sfida alla legge, La valle dei bruti, I pascoli d'oro, Satank, la freccia che uccide
- Richard Egan in Ester e il re, Vittoria sulle tenebre, I misteri di Hollywood, Scandalo al sole, Gli evasi del terrore, Il segreto di Pollyanna, I bassifondi del porto, Il tesoro sommerso, Marmittoni al fronte, Web il coraggioso, L'eroe di Sparta
- Henry Fonda in Furore, L'uomo che capiva le donne, Ultima notte a Warlock, La strada della felicità, Guerra e pace, La battaglia dei giganti, La croce di fuoco, Sfida infernale, Uomini e cobra, Posta grossa a Dodge City, Donne, v'insegno come si seduce un uomo
- James Mason in Viaggio al centro della Terra, L'isola nel sole, Il principe coraggioso, Dietro lo specchio, I deportati di Botany Bay, Ventimila leghe sotto i mari, Carosello matrimoniale, Finché dura la tempesta, L'isola della violenza, Duffy, il re del doppio gioco, Partita a scacchi

- Pedro Armendáriz in Il bruto, La fine di un tiranno, Il meraviglioso paese, Il conquistatore, Stanotte sorgerà il sole, Francesco d'Assisi, Arrivano i titani, Violenti e selvaggi, Gli amanti di Toledo, Il piccolo fuorilegge
- Richard Burton in Il principe degli attori, La tunica, Le piogge di Ranchipur, Dove osano le aquile, I commedianti, La notte dell'iguana, International Hotel, Castelli di sabbia, La scogliera dei desideri, Anna dei mille giorni
- Peter Finch in La battaglia di Rio della Plata, Amori proibiti, Robin Hood e i compagni della foresta, La ragazza dagli occhi verdi, La grande rapina, Amsterdam operazione diamanti, Terra di ribellione, Il cargo della violenza, La mia vita comincia in Malesia, La rinuncia

- Dana Andrews in Prigionieri di Satana, Tra moglie e marito, La pista degli elefanti, Questo mio folle cuore, Sui marciapiedi, Berlino: appuntamento per le spie, La città senza legge, Il cobra, Un'idea per un delitto
- Charles Boyer in La tela del ragno, Angoscia, Una ragazza da sedurre, I quattro cavalieri dell'Apocalisse, La porta d'oro, Maria Walewska, Il giro del mondo in 80 giorni, Ancora insieme, Arco di trionfo
- Gordon Mitchell in 3 colpi di Winchester per Ringo, Maciste nella terra dei ciclopi, Sono Sartana, il vostro becchino, L'ira di Achille, Il magnifico west, La vendetta di Spartacus, Zanna Bianca e il grande Kid, Il gigante di Metropolis, Gli schiavi più forti del mondo
- Anthony Quinn in Sinbad il marinaio, Attila, Il grande matador, La pistola non basta, L'ultima cavalcata, La vendetta della signora, Ciclone sulla Giamaica, Le meravigliose avventure di Marco Polo (Lo scacchiere di Dio), Gioco perverso

- Richard Boone in Okinawa, Il figlio del Texas, Kangarù, Il grande gaucho, Salto mortale, Hanno ucciso Vicki, Il terrore delle Montagne Rocciose, Rio Conchos
- Raymond Burr in Il cavaliere implacabile, Gli ostaggi, Gorilla in fuga, La città che scotta, L'alba del gran giorno, Gardenia blu, Gli amori di Cleopatra, Godzilla
- Jack Hawkins in Judith, La regina delle piramidi, Il viaggio indimenticabile, Il terzo segreto, Sangue bianco, Cannoni a Batasi, Una storia di guerra, 24 ore a Scotland Yard
- Patric Knowles in L'uomo che vorrei, Gli ammutinati dell'Atlantico, Eroi nell'ombra, ...e la vita continua, Rivista di stelle, Monsieur Beaucaire, Mascherata al Messico, La sfinge del male
- Fernando Lamas in L'avventuriera, La vedova allegra, Vita inquieta, La ragazza di Las Vegas, Nebbia sulla Manica, Sangaree, Il tesoro del Rio delle Amazzoni, Duello nella Sila
- George Macready in Orizzonti di gloria, Gilda, Il tempo si è fermato, Giovani senza domani, Uomini coccodrillo, Codice d'onore, I morti non parlano, Viva Robin Hood
- Lee Van Cleef in Per qualche dollaro in più, Il buono, il brutto, il cattivo, Da uomo a uomo, I giorni dell'ira, Al di là della legge, Commandos, I magnifici sette cavalcano ancora, Il grande duello

- Wendell Corey in Carabina Williams, Sola col suo rimorso, La finestra sul cortile, Arriva Jesse James, La casbah di Honolulu, Riso tragico, Non siate tristi per me
- Trevor Howard in La preda umana, Le radici del cielo, Il colonnello Von Ryan, Gli ammutinati del Bounty, I morituri, La mano dello straniero, La banda
- Edmond O'Brien in Orizzonti lontani, Il colpevole è fra noi, Il messaggio del rinnegato, Mondo equivoco, Le rocce d'argento, Sentiero di guerra, La terza voce
- Basil Rathbone in Giulietta e Romeo, Il giullare del re, Il giardino di Allah, Anna Karenina, Il sonno nero del dottor Satana, Le due città, Ponzio Pilato
- Gilbert Roland in Le furie, Mezzanotte a San Francisco, La baia del tuono, Il selvaggio e l'innocente, Il marchio del rinnegato, Orchidea bianca, La strada dell'eternità
- Cesar Romero in Colpo grosso, I leoni di Castiglia, Patto a tre, Una sposa per due, Il boia è di scena, In montagna sarò tua, L'amore è bello
- James Stewart in Ultime notizie, Rose Marie, Gelosia, Settimo cielo, La vita a vent'anni, Una donna vivace, L'ora della furia
- Barry Sullivan in La veglia delle aquile, Il grande silenzio, I dominatori di Fort Ralston, Larsen il lupo, Il mio amante è un bandito, La strada dell'oro, Sette strade al tramonto
- Steve Reeves in Sandokan, la tigre di Mompracem, Le fatiche di Ercole, Agi Murad, il diavolo bianco, Ercole e la regina di Lidia, La guerra di Troia, Il terrore dei barbari, Gli ultimi giorni di Pompei
- Forrest Tucker in L'uomo del West, Frecce avvelenate, Squilli al tramonto, L'impero dei gangster, Operazione Corea, I mostri delle rocce atomiche, La signora mia zia

- Brian Aherne in Seduzione, Figlio, figlio mio!, Il segreto del medaglione, Io confesso, Donne in cerca d'amore, Ginevra e il cavaliere di re Artù
- George Brent in I fucilieri delle Argonne, La grande pioggia, Figlia del vento, Il grande amore, Trafficanti di uomini, In questa nostra vita
- Marc Lawrence in Tormento del passato, I tre corsari, Fratelli d'Italia, Jolanda, la figlia del Corsaro Nero, Noi peccatori, Il più comico spettacolo del mondo
- Christopher Lee in Oltre Mombasa, Una messa per Dracula, 1972: Dracula colpisce ancora!, I satanici riti di Dracula, Il conte Dracula, Horror Express
- Yves Montand in Vite vendute, Margherita della notte, Le vergini di Salem, Le piace Brahms?, La mia geisha, Una sera, un treno
- Walter Pidgeon in Com'era verde la mia valle, In fondo al cuore, La belva umana, Viaggio in fondo al mare, Tempesta su Washington, Il giorno più corto
- John Russell in Furia dei tropici, La bella preda, Chicago, bolgia infernale, La sceriffa dell'Oklahoma, Il sole splende alto, La grande carovana
- Shepperd Strudwick in Un posto al sole, Foglie d'autunno, Sgomento, Incantesimo, Ultimatum a Chicago, I due forzati

- Lex Barker in Capitan Fuoco, I pirati della costa, Il segreto dello Sparviero Nero, Il cavaliere dai cento volti, Tamburi di guerra
- Gunnar Björnstrand in Donne in attesa, Il volto, L'occhio del diavolo, Come in uno specchio, Luci d'inverno
- Marlon Brando in Désirée, Il selvaggio, Fronte del porto, Bulli e pupe, Giulio Cesare
- Yul Brynner in Il viaggio, Il lungo duello, Karamazov, L'urlo e la furia, Il faro in capo al mondo
- John Dehner in La sfida di Zorro, Sangue sul fiume, Fermati, cow boy!, Rivolta a Fort Laramie, Duello a Bitter Ridge
- Leif Erickson in Baciala per me, Il capitano dei mari del sud, Esecuzione al tramonto, Gli occhi degli altri, L'uomo che non sapeva amare
- Mel Ferrer in Fiesta d'amore e di morte, Il sole sorgerà ancora, Fräulein, Le tentazioni quotidiane, Legge di guerra
- Rex Harrison in Cleopatra, Infedelmente tua, Il tormento e l'estasi, Una Rolls-Royce gialla, Furto su misura
- John Hodiak in L'imputato deve morire, Corruzione, L'imboscata, Prigionieri dell'oceano, Solitudine
- John Ireland in Ape regina, Tutti gli uomini del re, La montagna dei sette falchi, Quanto costa morire, Dieci bianchi uccisi da un piccolo indiano
- Georges Marchal in Nel segno di Roma, Il colosso di Rodi, Teodora, Le legioni di Cleopatra, La rivolta dei gladiatori
- George Montgomery in La strada dei peccatori, I giustizieri del Kansas, L'ultimo dei banditi, I tre sceriffi, Forte T

- Macdonald Carey in Il grande Gatsby, Linciaggio, L'eterna Eva, L'ospite
- Fred Clark in Fiesta e sangue, Azzardo, La sconfitta di Satana, Aspettami stasera
- Lee J. Cobb in Exodus, La parola ai giurati, La giungla della settima strada, Il nostro agente Flint
- Henry Daniell in Re in esilio, Testimone d'accusa, Il conte di Essex, Il grande dittatore
- Robert Douglas in La campana del convento, Il sottomarino fantasma, I topi del deserto, Le avventure di Don Giovanni
- Brian Keith in Dino, Sierra Baron, Mentre Adamo dorme, Riflessi in un occhio d'oro
- Herbert Lom in Settimo velo, La signora omicidi, L'isola misteriosa, La tortura delle vergini
- Guy Madison in 7 winchester per un massacro, I diavoli della guerra, Reverendo Colt, La schiava di Roma
- Jean Marais in La spada degli Orléans, L'uomo dalla maschera di ferro, Fantomas 70, Fantomas minaccia il mondo
- Stephen McNally in Johnny Belinda, Sabato tragico, La fossa dei dannati, Cinque ore disperate
- Toshirō Mifune in Il trono di sangue, Sole rosso, L'uomo del riksciò, La vita di O-Haru - Donna galante
- Paul Muni in Io sono un evaso, Il conquistatore del Messico, Addio dottor Abelman!, Contrattacco
- Michel Piccoli in L'amante, Il commissario Pelissier, L'attentato, I baroni della medicina
- Tyrone Power in Sono un disertore, Il segno di Zorro, Il prigioniero, Il figlio della furia
- Michael Redgrave in Dietro la porta chiusa, Il fronte della violenza, Un americano tranquillo, L'alibi dell'ultima ora
- Peter van Eyck in I cinque segreti del deserto, I sicari di Hitler, L'uomo che vinse la morte, Il dottor Crippen è vivo!
- Frank Villard in Wanda, la peccatrice, Quel nostro impossibile amore, I sette peccati capitali, Beatrice Cenci
- Cornel Wilde in La polizia bussa alla porta, Duello di spie, Il tesoro dei condor, La paura bussa alla porta

- Leon Ames in Dalla terrazza, Un professore fra le nuvole, Professore a tuttogas
- Richard Anderson in Frenesia del delitto, La lunga estate calda, La nave più scassata... dell'esercito
- Richard Basehart in La vena d'oro, Il regno del terrore, Amore e guai...
- David Brian in Alba di fuoco, Perdono, Tutto per tutto
- Bruce Cabot in L'ammaliatrice, La corsa della morte, La bionda e lo sceriffo
- John Carradine in Sangue e arena, Il prigioniero dell'isola degli squali, La più grande avventura
- Eddie Constantine in Avanzi di galera, Sono un sentimentale, Agente Lemmy Caution: missione Alphaville
- Richard Dix in La strage di Alamo, I conquistatori del West, La città rubata
- Melvyn Douglas in Il mare d'erba, Voglio essere tua, Il candidato
- Douglass Dumbrille in È arrivata la felicità, I filibustieri, I saccheggiatori del sole
- José Ferrer in 9 ore per Rama, Il segreto di una donna, La più grande storia mai raccontata
- John Forsythe in Topaz, La figlia dell'ambasciatore, La congiura degli innocenti
- Peter Graves in La morte corre sul fiume, La lunga linea grigia, Canyon River
- James Gregory in Al Capone, L'alibi sotto la neve, Biglietto vincente
- Brad Harris in La furia di Ercole, Sansone, Il vecchio testamento
- Louis Hayward in La freccia nera, Bassa marea, Il corsaro
- William Hopper in A 30 milioni di km. dalla Terra, La strage del 7º Cavalleggeri, Il giglio nero
- Robert Hossein in L'indomabile Angelica, Angelica e il gran sultano, La battaglia di El Alamein
- Paul Hubschmid in La tigre di Eschnapur, Il sepolcro indiano, Il ladro di Venezia
- Gérard Landry in La rivale, Ferragosto in bikini, Canzone appassionata
- Frank Latimore in Yvonne la Nuit, Per salvarti ho peccato, I cavalieri del diavolo
- Ray Milland in Frogs, Sepolto vivo, Il giorno dopo la fine del mondo
- Raymond Massey in Il nudo e il morto, Il prigioniero di Zenda, I sette ribelli
- Jeff Morrow in Il ribelle d'Irlanda, Contrabbando a Tangeri, Il mostro dei cieli
- David Niven in Il ladro del re, Le donne hanno sempre ragione, Le tre notti di Eva
- Lloyd Nolan in Strada senza nome, I peccatori di Peyton, Corsari della terra
- Dan O'Herlihy in Le avventure di Robinson Crusoe, La maschera di porpora, Un piede nell'inferno
- Dennis O'Keefe in Massacro ai grandi pozzi, Disonorata, Schiavo della furia
- Laurence Olivier in Orgoglio e pregiudizio, Otello, Spartacus
- John Payne in L'ultimo bazooka tuona, Il miracolo della 34ª strada, Il filo del rasoio
- Edmund Purdom in Erode il Grande, La furia dei barbari, Agguato a Tangeri
- Gordon Scott in Il gladiatore di Roma, Maciste contro il vampiro, Buffalo Bill - L'eroe del Far West
- Zachary Scott in L'uomo del Sud, Bandido, Il dominatore di Wall Street

- Luther Adler in Saigon, Il gigante del Texas
- Hans Albers in Il barone di Münchhausen
- Eddie Albert in Quella sporca ultima meta
- Robert Alda in I moschettieri del mare
- Patrick Allen in Galaxy Horror
- Don Ameche in La bambola di pezza
- Warner Anderson in Destinazione Tokio, Obiettivo Burma!
- Harry Andrews in Barabba, La collina del disonore
- Richard Arlen in La montagna, La donna e il mostro
- James Arness in L'assalto al treno postale
- Jacques Aubuchon in Il contrabbandiere
- Richard Badouh in Il sentiero dei disperati
- Jim Backus in Gioventù bruciata, La ragazza che ho lasciato
- Stanley Baker in I piloti dell'inferno
- Conrad Bain in Il mio amico Arnold (st. 1)
- John Baragrey in Gli amori di Carmen
- Jean-Louis Barrault in Il testamento del mostro
- John Barrymore in Primavera
- John Beal in I miei sei forzati
- Robert Beatty in Fuggiasco
- Fred Beir in Tre dollari di piombo
- Stephen Bekassy in L'eterna armonia, Johnny, l'indiano bianco
- Ralph Bellamy in Il signore delle tenebre
- Bruce Bennett in Sul fiume d'argento, L'assedio di Fort Point
- Jack Benny in La zia di Carlo
- William Berger in Il colpaccio
- Jacques Berthier in Costa Azzurra, Colorado Charlie
- Charles Bickford in La donna della spiaggia, Sfida a Baltimora
- Theodore Bikel in Non voglio morire, La parete di fango
- Whit Bissell in Nessuno resta solo
- Bernard Blier in I briganti italiani
- José Bódalo in 100.000 dollari per Lassiter
- Martin Boddey in Minaccia atomica
- Claude Boissol in La contessa di Castiglione
- Dragomir Bojanic in Ballata per un pistolero
- Michel Bouquet in L'uomo venuto da Chicago, Indagine su un parà accusato di omicidio
- William Boyd in L'agguato
- William "Stage" Boyd in La città perduta
- Truman Bradley in Passaggio a Nord-Ovest
- Scott Brady in Gli uomini sposano le brune
- Neville Brand in La rosa gialla del Texas, Rivolta al blocco 11
- Pierre Brasseur in Il delitto Dupré
- Robert Bray in Fermata d'autobus
- Peter Breck in Doringo!
- Georges Bréhat in Gli amori di Manon Lescaut, Torna piccina mia!
- Steve Brodie in I lancieri del deserto
- Clive Brook in Shanghai Express
- Samson Burke in La vendetta di Ursus
- José María Caffarel in Moresque - Obiettivo allucinante
- Louis Calhern in Il cielo può attendere
- Rory Calhoun in L'ascia di guerra, Il segreto di Montecristo
- Paul Campbell in La carrozza d'oro
- John Carroll in La matadora, Peccatrici folli, T'amerò follemente
- Carlos Casaravilla in Il conquistatore di Maracaibo
- Nikolai Cherkasov in La congiura dei Boiardi, Aleksandr Nevskij
- Ralph Clanton in La rivincita di Zorro, I rivoltosi di Boston
- Dane Clark in Il terrore dei Navajos
- Alec Clunes in Riccardo III
- James Coburn in Una ragione per vivere e una per morire, Gli uomini falco
- Ray Collins in La settima croce
- Chuck Connors in Ammazzali tutti e torna solo
- Richard Conte in La diga sul Pacifico
- Jeff Corey in Il principe ladro
- George Coulouris in Giovanna d'Arco
- Walter Coy in Cinque pistole
- Noël Coward in Il nostro agente all'Avana
- Bruce Cowling in All'inferno e ritorno
- Buster Crabbe in Due pistole per due fratelli
- James Craig in Venere indiana, I pirati della Croce del Sud
- Broderick Crawford in Per un dollaro di gloria
- Pierre Cressoy in Le infedeli, A fil di spada
- Bing Crosby in Le campane di Santa Maria
- Robert Cummings in Scandalo al collegio
- Alain Cuny in Gli amanti, Notre-Dame de Paris
- Donald Curtis in Phffft... e l'amore si sgonfia
- Peter Cushing in La fine dell'avventura, Gli arcieri di Sherwood
- Richard H. Cutting in Le 22 spie dell'Unione
- Dan Dailey in Fermata per 12 ore
- James Daly in Colpevole innocente
- Claude Dauphin in Casco d'oro
- Nigel Davenport in Maria Stuarda, regina di Scozia, Fase IV: distruzione Terra
- Luis Dávila in La spada normanna
- Jim Davis in L'uomo proibito
- Jean Davy in L'amante pura
- Ted de Corsia in La città nuda
- Joe De Santis in Dio perdoni la mia pistola
- Albert Dekker in Mi piace quella bionda
- Gil Delamare in Quattro donne nella notte
- Richard Denning in Non voglio perderti, Banditi atomici
- Reginald Denny in Rebecca - La prima moglie
- Richard Derr in Perdonami se ho peccato, Crociera di lusso
- Ivan Desny in L'ammutinamento, La signora senza camelie
- Beni Deus in Il magnifico texano
- William Devlin in Il sangue del vampiro
- Anthony Dexter in I conquistatori della Virginia
- Brad Dexter in I magnifici sette
- Karl Ludwig Diehl in Atto di accusa
- Gustav Diessl in Calafuria
- Petar Dobric in Il ratto delle Sabine
- George Dolenz in Morti di paura
- Charles Drake in Tobor - Il re dei robot
- Jacques Dumesnil in Turno di notte, Anna
- Richard Eastham in Toby Tyler
- James Edwards in Corea in fiamme
- Bill Elliott in Inferno di fuoco
- John Emery in L'inafferrabile signor Jordan, RX-M Destinazione Luna
- Dieter Eppler in La strage dei vampiri, Agente speciale L.K. (Operazione Re Mida)
- Carl Esmond in La vergine di Tripoli
- Charles Evans in C'è sempre un domani
- Eduardo Fajardo in Un uomo chiamato Apocalisse Joe, La grande notte di Ringo
- Richard Farnsworth in Tom Horn
- David Farrar in La calata dei mongoli, Lo scudo dei Falworth
- Harry Feist in Aquila nera, Malavita
- Fernandel in La vita trionfa
- Georges Flamant in Rosa di sangue
- Eric Fleming in La regina di Venere
- René Fleur in Papà, mammà, la cameriera ed io...
- Dick Foran in Il grande rischio, Gianni e Pinotto tra i cowboys
- Glenn Ford in I ribelli dell'Honduras, Il segreto del lago
- Mark Forest in Maciste nella Valle dei Re, Maciste il gladiatore più forte del mondo
- Preston Foster in L'ultimo pellirossa, Notti birmane
- Michael Fox in La legge del mitra
- Jacques François in Grandi manovre
- Arthur Franz in Gianni e Pinotto contro l'uomo invisibile
- Dan Frazer in Cleopatra Jones: licenza di uccidere
- Pierre Fresnay in Il corvo
- Richard Gaines in Perdutamente
- Lucien Gallas in Ai margini della metropoli
- Reginald Gardiner in I diavoli volanti, Il sergente e la signora
- Larry Gates in L'invasione degli ultracorpi, La strada a spirale
- Leo Genn in Enrico V
- John Gielgud in Il grande amore di Elisabetta Barrett, Becket e il suo re
- Alan Gifford in Un re a New York
- George Givot in Avventura al Marocco
- Michael Goodliffe in Titanic, latitudine 41 nord, Sfida agli inglesi
- Bill Goodwin in Atomicofollia
- Don Gordon in Bullitt
- Frank Gordon in Maciste contro Ercole nella valle dei guai
- Gavin Gordon in L'ultimo agguato
- Leo Gordon in Quantrill il ribelle
- Lloyd Gough in Ucciderò Willie Kid, Anima e corpo
- Michael Gough in La spada e la rosa, Gli orrori del museo nero
- Cary Grant in Orgoglio e passione, Il sospetto
- Richard Greene in L'aquila del deserto
- John Gregson in Sotto coperta con il capitano
- Åke Grönberg in Una vampata d'amore
- Paul Guers in I piaceri della contessa Gamiani
- Wilbert Gurley in Sette baschi rossi
- Reed Hadley in La donna che volevano linciare, Una notte movimentata
- Laurence Haddon in Le mani dell'assassino
- Alan Hale in Musica per signora
- Jon Hall in La grande cavalcata
- Brett Halsey in Le sette spade del vendicatore
- Mickey Hargitay in Uno straniero a Sacramento
- Phil Harris in Addio, lady
- Richard Harris in Juggernaut
- Otto Eduard Hasse in Le avventure di Arsenio Lupin
- Paul Henreid in Perdutamente tua, Vacanze per amanti
- Leszek Herdegen in Il faraone
- Marcel Herrand in Amanti perduti
- Philippe Hersent in Giovanni dalle Bande Nere
- Russell Hicks in Quella certa età, Il figlio di Robin Hood
- Pat Hingle in Il clan dei Barker
- Hans Hinrich in I miserabili
- Oskar Homolka in Addio alle armi
- Miroslav Holub in La diabolica invenzione
- John Hoyt in Il verdetto
- Georges Hubert in Spionaggio internazionale
- Rock Hudson in Seminole, Il diario di un condannato
- Robin Hughes in La battaglia del Mar dei Coralli
- Ian Hunter in La leggenda di Robin Hood, L'usurpatore
- John Huston in Uomo bianco, va' col tuo dio!
- Walter Huston in Il cavaliere della libertà
- Dean Jagger in La grande missione, Sierra
- Pál Jávor in Carmela
- Lang Jeffries in La rivolta degli schiavi
- Ben Johnson in I due volti della vendetta
- Victor Jory in Le avventure di Tom Sawyer, Il figlio di Alì Babà
- Louis Jouvet in Legittima difesa
- Kurt Katch in Alì Babà e i quaranta ladroni
- Ian Keith in Maria di Scozia
- Paul Kelly in Duello a S. Antonio
- Moultrie Kelsall in La battaglia dei sessi
- Jeremy Kemp in Operazione Crossbow
- Arthur Kennedy in L'uomo di Laramie, Murieta John
- Bill Kennedy in La signora Skeffington
- George Kennedy in Sciarada, Nick mano fredda
- Shih Kien in I 3 dell'Operazione Drago
- David King-Wood in La spada di Robin Hood
- Werner Klemperer in Operazione Eichmann
- Jack Klugman in I giorni del vino e delle rose
- Alexander Knox in Europa '51, La donna di paglia
- Ernie Kovacs in Svegliami quando è finito
- Károly Kovács in Due cuori
- Otto Kruger in L'uomo meraviglia
- Alan Ladd in Orazi e Curiazi
- Paul Langton in Tre vengono per uccidere, Assalto dallo spazio
- Georges Lannes in Tutto finisce all'alba
- Rod La Rocque in Accusatore segreto
- Michael Laurence in Otello
- Harry Lauter in Navi senza ritorno
- Peter Lawford in Jean Harlow, la donna che non sapeva amare, Quarta parete
- Jay Lawrence in Stalag 17
- Bernard Lee in Fuoco nella stiva
- George J. Lewis in La legione del Sahara
- Albert Lieven in Frida, l'amante straniera
- Roger Livesey in Il principe Azim
- John Loder in La storia di Esther Costello
- Theodor Loos in M - Il mostro di Düsseldorf
- Frank Lovejoy in Missione suicidio
- José Luis López Vázquez in Piccole labbra
- James Lorimer in La madre dello sposo
- Montagu Love in La maschera di ferro
- Raymond Lovell in Amarti è la mia dannazione
- Cyril Luckham in Colpo su colpo
- André Luguet in Paris Blues, Le donne sono deboli
- Paul Lukas in La donna e lo spettro
- Dayton Lummis in L'ammazzagiganti, Quando la bestia urla
- John Lund in Amanti latini
- William Lundigan in La collina della felicità
- Marcel Lupovici in Mademoiselle Docteur
- Ian MacDonald in Bastogne
- Niall MacGinnis in Elena di Troia
- Patrick Magee in I diavoli del Grand Prix
- Jock Mahoney in Inno di battaglia, L'uomo che visse due volte
- Karl Malden in Il grande impostore, L'inferno sommerso
- Alec Mango in Il 7º viaggio di Sinbad
- Maurice Manson in Maigret dirige l'inchiesta
- Fredric March in ...e l'uomo creò Satana, Nel mezzo della notte
- Hugh Marlowe in La Terra contro i dischi volanti
- Herbert Marshall in Il prigioniero di Amsterdam, La regina dei pirati
- William Marshall in Qualcosa che vale
- Jean Martinelli in L'uomo e il diavolo, Club di ragazze
- Lee Marvin in Quel dannato pugno di uomini
- Renaud Mary in Fate largo ai moschettieri!
- John Matthews in Il corridoio della paura
- Eddie Mayehoff in Quel fenomeno di mio figlio
- Alfredo Mayo in Il maestro...
- Mike Mazurki in L'ombra del passato, Dakota
- Darren McGavin in L'uomo dal braccio d'oro
- John McIntire in Stella di fuoco
- David McLean in Le bambole del desiderio
- Horace McMahon in Pietà per i giusti
- Víctor Manuel Mendoza in Adolescenza torbida
- Gary Merrill in Il piacere della sua compagnia
- Armand Mestral in Morgan il pirata
- Paul Meurisse in La verità
- Ralph Michael in L'affondamento della Valiant
- Jean-Claude Michel in Il conte di Montecristo
- Robert Middleton in Il trapezio della vita
- John Miljan in La conquista del West
- James Millican in Aquile nell'infinito
- Jorge Mistral in Il ragazzo sul delfino
- Cameron Mitchell in Giulio Cesare, il conquistatore delle Gallie, Minnesota Clay
- Seiji Miyaguchi in I sette samurai
- Carl Möhner in Il crollo di Roma
- Gerald Mohr in I pirati dei sette mari, Duello al Rio d'argento
- Ricardo Montalbán in Le avventure di un giovane
- Robert Montgomery in Suggestione
- David Montresor in Space Men
- Ron Moody in Mani sulla luna
- Garry Moore in Attenti alle vedove
- Kenneth More in Fräulein Doktor
- Dennis Morgan in L'amore non può attendere
- Paul Müller in Due notti con Cleopatra
- Miguel Muniesa in 7 cadaveri per Scotland Yard
- Jean Murat in L'immortale leggenda, Resurrezione
- Edward R. Murrow in Affondate la Bismarck!, Il giro del mondo in 80 giorni
- George Nader in Lady Godiva
- Hans Nielsen in Il laccio rosso
- Leslie Nielsen ne Il re vagabondo
- José Nieto in Il segreto inviolabile, Il magnifico avventuriero
- Philippe Noiret in Il delitto non paga
- Fred Nurney in Gianni e Pinotto nella legione straniera
- Simon Oakland in West Side Story, Psyco
- Hugh O'Brian in Le giubbe rosse del Saskatchewan
- Arthur O'Connell in Angeli con la pistola
- Andrew Osborn in Delitto per procura
- Gérard Oury in L'uomo che vide il suo cadavere
- David Oxley in Colpo di mano a Creta
- Robert Paige in Hellzapoppin'
- Reg Park in Ercole al centro della Terra
- Willard Parker in La rivolta degli Apaches
- Luis Peña in Brevi amori a Palma di Majorca
- Iván Petrovich in Ascensore per il patibolo
- John Phillips in L'angelo nero
- Nicholas Phipps in La sottana di ferro
- Paul Picerni in Le avventure di Hajji Babà
- Wolfgang Preiss in Il diabolico dottor Mabuse
- Guy Prescott in L'occhio ipnotico
- Robert Preston in El Tigre, Il buio in cima alle scale
- Wayde Preston in Sartana nella valle degli avvoltoi
- William Prince in Macabro
- Jesús Puente in Adiós gringo, I sette del Texas
- Denver Pyle in Gangster Story
- Anthony Quayle in Il terrore corre sul fiume
- Francisco Rabal in Bella di giorno
- Carl Raddatz in La ragazza Rosemarie, La donna dell'altro
- Anthony Radecki in Il ladro di Bagdad
- Enrique Rambal in Il prezzo del demonio
- Stuart Randall in L'ultima freccia
- Ronald Reagan in Contratto per uccidere
- Maxwell Reed in Capitan Fantasma
- Charles Regnier in Tempo di vivere
- Elliott Reid in Gli uomini preferiscono le bionde
- Fernando Rey in Marcellino pane e vino
- Roberto Rey in Romanzo a passo di danza
- Claude Rich in Il pasto delle belve
- Ralph Richardson in Idolo infranto
- John Ridgely in Arcipelago in fiamme
- George Rigaud in Abbandono
- Georges Rivière in La vergine di Norimberga
- Jason Robards in 23 pugnali per Cesare
- Roy Roberts in Le forze del male
- Cliff Robertson in La banda di Jesse James
- Joe Robinson in Gli invasori
- Vicente Roca in Agente speciale L.K. (Operazione Re Mida)
- Ricardo Rodríguez in Asso di picche - Operazione controspionaggio
- Alfonso Rojas in A Ghentar si muore facile
- Gustavo Rojo in I fidanzati della morte
- Albert Salmi in Fango sulle stelle
- Louis Salou in La Certosa di Parma
- Jacinto San Emeterio in Il conte Max
- Conrado San Martín in All'ombra di una colt
- Fernando Sancho in Sangue chiama sangue
- Dane Savours in Vendo cara la pelle
- Franz Schafheitlin in Casa lontana
- Maximilian Schell in I giovani leoni
- Albrecht Schoenhals in Giungla
- Paul Scofield in Scuola di spie
- George C. Scott in Anatomia di un omicidio, Petulia
- Ken Scott in Desiderio nella polvere
- Alexander Scourby in Il grande caldo, Trinidad
- James Seay in Il fantasma dello spazio, Il tesoro di Capitan Kidd
- Peter Sellers in Il ruggito del topo
- Jacques Sernas in La regina dei tartari
- Jean Servais in Amanti senza amore, L'uomo di Rio
- Jay Silverheels in La terra degli Apaches
- Kent Smith in Questa terra è mia
- José Squinquel in Terra di fuoco
- Douglas Spencer in La cosa da un altro mondo
- Heinz Spitzner in Il ponte
- Howard St. John in Amore, ritorna!
- Robert Stack in Donne inquiete
- Leonard Stanford in Inferno nella stratosfera
- Rod Steiger in I sette ladri, Il mondo nella mia tasca
- Mark Stevens in La fossa dei serpenti
- Onslow Stevens in Un povero milionario
- Athole Stewart in L'uomo che vide il futuro
- José Suárez in Cartagine in fiamme, Il magistrato
- John Sutton in I tre moschettieri, Mia cugina Rachele
- Karl Swenson in Cenere sotto il sole
- William Talman in Un pugno di criminali
- Akim Tamiroff in Un gangster venuto da Brooklyn
- Robert Taylor in Bataan
- Rod Taylor in Arrest!
- Phillip Terry in A ciascuno il suo destino
- Torin Thatcher in Istanbul
- Carlos Thompson in Fuoco magico, La valle dei re
- Marshall Thompson in Il mostro dell'astronave
- Frank Thring in I vichinghi
- Kenneth Tobey in Le avventure di Davy Crockett
- Michael Tor in La strada buia
- Spencer Tracy in Il diavolo alle 4, L'ultimo urrà
- Peter Trent in Te sto aspettanno
- Ivan Triesault in Notorious - L'amante perduta, Passione di zingara
- Tom Tryon in La storia di Ruth
- Sonny Tufts in Se non ci fossimo noi donne
- Charles Tyner in Harold e Maude
- Günther Ungeheuer in Il caso difficile del commissario Maigret
- Peter Ustinov in Un angelo è sceso a Brooklyn
- Max von Sydow in Il settimo sigillo
- Conrad Veidt in Il ladro di Bagdad, La prima notte in tre
- André Versini in La prima notte
- Antonio Vilar in Il padrone delle ferriere
- Michel Vitold in L'uomo in nero
- Karl Michael Vogler in Gli spericolati
- George Voskovec in La spia che venne dal freddo
- Janez Vrhovec in Caterina di Russia
- Tommy Walker in Terrore a Shanghai
- Jean Wall in Frou-Frou
- Sam Wanamaker in Cristo fra i muratori
- Roger Ward in Interceptor
- Jack Webb in Tempo di furore
- Robert Webber in Tecnica di un omicidio
- Mel Welles in Lo sceicco rosso
- Paul Wexler in Doc Savage, l'uomo di bronzo
- James Whitmore in Delitto nella strada, Acque profonde
- Peter Whitney in L'idolo cinese
- Herbert Wilk in Vertigine
- Warren William in Cleopatra
- John Williams in I segreti di Filadelfia
- Douglas Wilmer in Gli Argonauti
- Georges Wilson in Beatrice Cenci
- Richard Winckler in La vacca e il prigioniero
- Erich Winn in Vento di primavera
- Joseph Wiseman in Viva Zapata!
- Grant Withers in Condannato a morte
- Frank Wolff in Il tempo degli avvoltoi, Pochi dollari per Django
- Donald Wolfit in La strada dei quartieri alti
- Norman Wooland in Amleto, L'amore segreto di Madeleine
- Richard Wordsworth in L'implacabile condanna
- Keenan Wynn in La grande corsa
- Yotanka in La vendetta è un piatto che si serve freddo
- Gig Young in Inchiesta in prima pagina, La città che non dorme
- Robert Young in Ossessione del passato
- George Zucco in Il vampiro

### Attori italiani
- Andrea Checchi in Il tesoro di Rommel, La maschera del demonio, Don Camillo monsignore... ma non troppo, Paolo e Francesca, Il grido della terra, Albergo Luna, camera 34, Un americano in vacanza, Tripoli, bel suol d'amore, I fratelli Karamazoff

- Mino Doro in Miss Italia, Il prezzo dell'onore, Mi permette, babbo!, Accadde al penitenziario, Una parigina a Roma, Frine, cortigiana d'Oriente, Gli innocenti pagano, La ladra

- Alberto Farnese in Un giglio infranto, Il bandito di Sierra Morena, Il corsaro della mezza luna, Il terrore dell'Oklahoma, L'assedio di Siracusa, I giganti della Tessaglia (Gli Argonauti), Il figlio dello sceicco
- Vittorio Gassman in L'urlo dell'inseguito, Sombrero, Rapsodia, Mambo, Il muro di vetro, La ragazza del Palio, Lo sparviero del Nilo

- Massimo Serato in David e Golia, Le avventure di Cartouche, Gli amori di Ercole, Ti aspetterò all'inferno, Il colpo segreto di d'Artagnan, La spada e la croce

- Piero Lulli in Lupi nell'abisso, L'eroe di Babilonia, Sansone contro il corsaro nero, Kitosch, l'uomo che veniva dal nord, La vendetta è il mio perdono

- Enzo Fiermonte in Il mercante di schiave, Fra Diavolo, Il chiromante, Il prigioniero del re
- Fausto Tozzi in Il caimano del Piave, I cinque dell'Adamello, Le meraviglie di Aladino, Casta Diva

- Renato Baldini in La grande speranza, Il figlio di Spartacus, Isabella duchessa dei diavoli
- Piero Carnabuci in La cena delle beffe, I 3 aquilotti, La Gorgona
- Giorgio Costantini in Piccolo mondo antico, Sigfrido, La trovatella di Pompei
- Carlo D'Angelo in Perdonami!, I vampiri, Gli eroi del doppio gioco
- Gabriele Ferzetti in Femmine di lusso, Ballerina e Buon Dio, Donatella
- Carlo Giustini in Campane a martello, Antonio di Padova, Messalina Venere imperatrice
- Tito Gobbi in La montagna di cristallo, Canzoni a due voci, Figaro, il barbiere di Siviglia
- Claudio Gora in Signorinette, Sinfonia fatale, La Venere di Cheronea
- Carlo Lombardi in Il tiranno di Padova, Torna a Napoli, Il barone Carlo Mazza
- Aldo Nicodemi in Catene, Tormento, Chi è senza peccato...
- Vittorio Sanipoli in La vendetta di Aquila Nera, Napoli piange e ride, Agente 077 dall'Oriente con furore
- Filippo Scelzo in Romanticismo, Core 'ngrato, Un ladro in paradiso
- Lino Ventura in L'armata degli eroi, Furore di vivere, I tre avventurieri

- Franco Balducci in I cinque dell'Adamello
- Ignazio Balsamo in Le avventure di Mary Read
- Rik Battaglia in La lunga cavalcata della vendetta
- Giulio Battiferri in Amarti è il mio peccato (Suor Celeste)
- Bruno Barnabe in L'ultima cena
- Gino Bechi in Pronto, chi parla?, Follie per l'opera
- Nerio Bernardi in Teseo contro il minotauro, Col ferro e col fuoco
- Rosario Borelli in Giuramento d'amore
- Andrea Bosic in Romeo e Giulietta, 15 forche per un assassino
- Rossano Brazzi in South Pacific, Giro girotondo... con il sesso è bello il mondo
- Carlo Bressan in Gli ultimi della strada
- Celio Bucchi in La casa senza tempo
- Aldo Bufi Landi in Luna rossa, Bella non piangere
- Eugenio Cappabianca in Inventiamo l'amore
- Tullio Carminati in Il complotto di luglio
- Antonio Casali in Il figlio dell'uomo
- Aldo Cecconi in A 077 - Sfida ai killers
- Adolfo Celi in Diabolik
- Antonio Centa in Il ponte sull'infinito
- Fernando Cerulli in Jesse & Lester - Due fratelli in un posto chiamato Trinità
- Renzo Cesana in Stromboli (Terra di Dio)
- Eduardo Ciannelli in Una donna in gabbia, Il tenente Giorgio
- Spartaco Conversi in Il grande silenzio
- Romolo Costa in L'amore si fa così
- Erno Crisa in Maciste l'eroe più grande del mondo, Sette contro tutti
- Nino Crisman in Caravaggio, il pittore maledetto, La fuggitiva
- Cesare Danova in Processo contro ignoti
- Peppino De Martino in Cerasella
- Angelo Dessy in I criminali della metropoli
- Gianni Di Benedetto in Gli invincibili dieci gladiatori
- Paolo Dola in La muta di Portici
- Attilio Dottesio in La morte ha sorriso all'assassino, Riso amaro
- Carlo Duse in Beatrice Cenci, Tradita
- Mirko Ellis in Città canora
- Franco Fabrizi in Vortice, La schiava del peccato
- Cesare Fantoni in I pirati della Malesia, Le due tigri
- Mario Feliciani in I fratelli corsi
- Tom Felleghy in La sceriffa, Agente 3S3 - Passaporto per l'inferno
- Alessandro Fersen in Disperato addio
- Aldo Fiorelli in Tua per la vita
- Arnoldo Foà in Verginità, Totò e Carolina
- Pietro Fumelli in Notte di tempesta
- Omero Gargano in Studio legale per una rapina
- Riccardo Garrone in Fra' Manisco cerca guai...
- Piero Gerlini in Dove volano i corvi d'argento
- Massimo Girotti in Anni difficili, Sul ponte dei sospiri
- Enrico Glori in Il fornaretto di Venezia, Fascicolo nero
- Pier Ugo Gragnani in L'amante del vampiro
- Luis Induni in Le manie di Mr. Winninger omicida sessuale, E continuavano a chiamarlo figlio di...
- Elio Jotta in Un figlio d'oggi
- Livio Lorenzon in La rivolta dei mercenari
- Folco Lulli in La risaia
- Roldano Lupi in Giudicatemi
- Ettore Manni in Golia e il cavaliere mascherato
- Nino Marchesini in La Fornarina
- Enrico Marciani in Gli infermieri della mutua
- Gilberto Mazzi in A... come assassino
- Furio Meniconi in Le sette sfide
- Carlo Micheluzzi in C'è sempre un ma!
- Nicola Morabito in Uomini sul fondo
- Guido Morisi in Capitan Fracassa, Un marito per il mese d'aprile
- Kirk Morris in Ercole sfida Sansone
- Guido Notari ne Il cavaliere misterioso
- Giovanni Onorato in Il re si diverte
- Marcello Pagliero in L'altra
- Gianfranco Parolini in I dieci gladiatori
- Mario Petri in Giulio Cesare contro i pirati, Ercole contro i tiranni di Babilonia
- Luciano Pigozzi in Scacco alla mafia
- Aldo Pini in Cuori sul mare
- Umberto Raho in I lunghi capelli della morte, Danza macabra
- Renzo Ricci in Viva l'Italia
- Robert Rietti in Giuseppe venduto dai fratelli
- Massimo Sallusti in Amori e veleni, Lebbra bianca
- Gianni Santuccio in Il conquistatore di Corinto
- Ferdinando Sarmi in Cronaca di un amore
- Franco Silva in La regina di Saba
- Gianni Solaro in Rocambole
- Giuseppe Taffarel in Achtung! Banditi!
- Carlo Tamberlani in Giuliano de' Medici, Il Passatore
- Steven Tedd in Lesbo
- Mario Terribile in La pattuglia dell'Amba Alagi
- Luigi Tosi in La città dolente, La nave delle donne maledette
- Otello Toso in Soltanto un bacio, Il peccato degli anni verdi
- Totò in Totò a Parigi
- Luis Trenker in Il prigioniero della montagna
- Leopoldo Trieste in Lo scocciatore (Via Padova 46)
- Goffredo Unger in Joko - Invoca Dio... e muori
- Renato Valente in Bellezze in bicicletta
- Raf Vallone in Il Cristo proibito, Siluri umani
- Daniele Vargas in Ercole contro Roma
- Vittorio Vaser in Graziella
- Domenico Viglione Borghese in Il diavolo in convento
- Arturo Zanini in Chiamate 22-22 tenente Sheridan
- Voce di John Wayne in Sono fotogenico

## Voce narrante
In: Guadalcanal ora zero, Rommel, la volpe del deserto, Squilli di primavera, Io non sono una spia, Chiamate Nord 777, Divieto d'amore, Boomerang - L'arma che uccide, Il giro del mondo in 80 giorni, Com'era verde la mia valle, Don Camillo, Il ritorno di don Camillo, Don Camillo e l'onorevole Peppone, Vogliamo vivere!, I vichinghi, Esecuzione in massa, Il grande sentiero, Il villaggio più pazzo del mondo, Ai confini della realtà, Gli uomini non guardano il cielo, Passi nella notte, Asfalto che scotta, La leggenda di Enea, I re del sole, Il tesoro sommerso, Agguato sul mare, L'implacabile condanna, Una donna, L'immortale, Il Tulipano Nero, L'amante di una notte, Il dito nella piaga, Hanno rubato un tram, Venere creola, Due mogli sono troppe, Sansone contro i pirati, La nave più scassata... dell'esercito, Le baccanti, Freud - Passioni segrete, Noi siamo le colonne, Signori si nasce, Una Cadillac tutta d'oro, Pazzia, Saadia, Gli amanti del Pacifico, I giganti di Roma, Spaceman contro i vampiri dello spazio, È arrivato l'accordatore, Ballata di un soldato, Il quarantunesimo, La leggenda di Fra Diavolo, La pattuglia sperduta, Il gobbo, Alina, Birra ghiacciata ad Alessandria, Salvate il re, Vacanze d'amore, Solo contro tutti, Fiamme sulla laguna, Il bacio di una morta

### Film d'animazione
- Gandalf in Il Signore degli Anelli (1978)
- El Muerto in Tex Willer: El Muerto (1979)[21]
- Cane pastore in La carica dei cento e uno
- Voce narrante in La bella addormentata nel bosco
- Voce narrante in La spada nella roccia
- Voce narrante in I tre caballeros
- Voce narrante e Democrito in Il nostro amico atomo
- Voce narrante in diversi episodi dei cortometraggi di Walt Disney con protagonista Pippo fra i quali: Pippo a caccia grossa, Vietato fumare, Pippo e il tempo libero

### Documentari
- Voce narrante in: All'armi, siam fascisti!, Maschere, Il molo, La stazione, Serenata da un soldo, Il mondo di notte, Viaggio del Duce in Sicilia, Lo avrai camerata Kesselring, Dieci anni della nostra vita, Deserto che vive, La grande prateria, Artico selvaggio, Il leone africano, Un quarto d'Italia, Malesia magica, Nude, calde e pure, America paese di Dio

## Direzione del doppiaggio
- Direttore del doppiaggio di: Il laccio rosso[22], La grande corsa, Bella di giorno, I crudeli, Riflessi in un occhio d'oro, Berretti verdi, I due mondi di Charly, L'ora della furia, Al di là della legge, La prigioniera, Bullitt, Da uomo a uomo, Anna dei mille giorni, L'immortale, Il Grinta, Il mucchio selvaggio, 23 pugnali per Cesare, Uomini e cobra, Chisum, Sole rosso, Maria Stuarda, regina di Scozia, Un tranquillo weekend di paura, Oscar insanguinato, Lord Tramp, Piccole labbra, L'inferno sommerso, L'inafferrabile Rainer, Il mio amico Arnold, Interceptor[23], Un giorno alla fine di ottobre[24], Dove volano i corvi d'argento[25]

## Prosa radiofonica

### EIAR
- C'è sempre un compare di Giuseppe Adami, trasmessa il 27 marzo 1935
- Le voci della radio di Antonio Minnucci, trasmessa il 10 maggio 1935
- La vittima di Silvio Zambaldi, trasmessa il 13 luglio 1935
- I capelli bianchi di Giuseppe Adami, trasmessa il 9 febbraio 1936
- Visitare gli infermi di Oreste Biancoli e Dino Falconi, trasmessa il 6 marzo 1936
- Notturno macedone di Felj Silvestri, trasmessa il 13 marzo 1936
- Benedetta fra gli uomini di Gian Capo, regia di Aldo Silvani, trasmessa il 15 marzo 1936
- Mozart e il suo viaggio a Praga di Joseph Muhlberger, regia di Aldo Silvani, trasmessa il 2 agosto 1936
- L'osteria degli immortali di Mario Massa, regia di Aldo Silvani, trasmessa il 25 agosto 1936
- Le due metà di Guglielmo Zorzi, regia di Aldo Silvani, trasmessa il 14 novembre 1936
- Il ritiro del divino amore di Roberto Minervini, regia di Aldo Silvani, trasmessa il 18 dicembre 1936
- Il mare di Antonio Greppi, regia di Aldo Silvani, trasmessa l'11 maggio 1937
- Una commedia fuori programma di Gian Capo, regia di Aldo Silvani, trasmessa il 1º novembre 1937

### Rai
- Magia di Nicola Manzari, regia di Anton Giulio Majano, trasmessa il 6 settembre 1948
- Photo Finish di Peter Ustinov, regia di Raffaele Meloni, trasmessa il 24 ottobre 1966
- La leggenda del ritorno di Renzo Rossellini, trasmessa il 7 novembre 1967
- L'uomo disabitato, di Rafael Alberti, regia di Raffaele Meloni, trasmessa il 23 agosto 1971
- Il racconto del venerdì, a cura di Luciana Corda, 1976
- Il fabbro del convento, di Pierre Alexis Ponson du Terrail, regia di Umberto Benedetto, trasmessa su Radiodue in 15 puntate nel 1978

## Varietà radiofonici Rai
- Hollywoodiana, spettacolo di D'Ottavi e Lionello, regia di Riccardo Mantoni (1967)
- Dive parallele, ovvero le donne del film rivista americano, regia di Alvise Sapori, trasmessa su Radiodue (1976) (presentatore)
- Un altro giorno, regia di Aurelio Castelfranchi, Radiodue (1977)
- Quaderni d'oriente - Tracce di viaggi senza termine e di tiri senza bersaglio, regia di Giorgio Barberio Corsetti, Radiouno (1980)

## Doppiatori italiani
Diverse volte lo stesso Cigoli è stato doppiato nelle pellicole in cui appariva come attore, in quanto dava a sua volta la voce ad altri attori del film medesimo: ne La Gorgona dove doppia Piero Carnabuci e viene doppiato da Gualtiero De Angelis, ne L'altra, dove doppia Marcello Pagliero e viene doppiato da Giorgio Capecchi, in Siluri umani, dove doppia Raf Vallone e viene doppiato da Mario Pisu ed in Giuramento d'amore, in cui doppia Rosario Borelli e viene doppiato da Carlo D'Angelo.

## Riconoscimenti
- Una vita per il cinema
  - 1961 – Medaglia d'oro